# Historische Kommission für Westfalen
Die Historische Kommission für Westfalen ist ein wissenschaftliches Gremium des Landschaftsverbands Westfalen-Lippe (LWL).
Sie ist neben der Literaturkommission für Westfalen, der Altertumskommission für Westfalen, der Geographischen Kommission für Westfalen, der Kommission für Mundart- und Namenforschung Westfalens und der Kommission Alltagskulturforschung für Westfalen eine von sechs wissenschaftlichen Kommissionen für Landeskunde des LWL.

## Geschichte
Gegründet wurde die Kommission im Jahre 1896 von dem Verein für Geschichte und Altertumskunde Westfalens. Sie übernahm die Fortführung der wissenschaftlichen Arbeiten, darunter die Herausgabe des Westfälischen Urkundenbuches. 1914 wurde die Kommission als Verein eingetragen und rechtlich selbständig. 1921 schloss sie sich aus finanziellen Notwendigkeiten dem Provinzialverband der Provinz Westfalen an, aus dem in der Nachkriegszeit der Landschaftsverband Westfalen-Lippe (LWL) hervorging.
Als regionale Geschichtskommission befasst sich die Historische Kommission mit der Erforschung der westfälischen Geschichte, organisiert Tagungen und Workshops und fördert die Veröffentlichung von Quellen und Schriften.
Sie ist ein ehrenamtliches Gremium mit fast 150 ordentlichen und rund 40 korrespondierenden Mitgliedern. Die Mitglieder werden von der Hauptversammlung gewählt. In ihren Reihen finden sich Archivare ebenso wie institutionell angebundene Forscher und Hochschullehrer verschiedener historischer Fachrichtungen. Die verschiedenen Projekte der Historischen Kommission werden durch die Mitglieder mit ihren fachlichen Kenntnissen angestoßen und vorangetrieben und von einer kleinen hauptamtlichen Geschäftsstelle mit Dienstsitz in Münster unterstützt und betreut.
Wichtige Projekte der Historischen Kommission waren und sind z. B. das Westfälische Urkundenbuch, die Westfälischen Lebensbilder, die Edition der Tagebücher des Ludwig Freiherrn Vincke oder das Historische Handbuch der jüdischen Gemeinschaften in Westfalen und Lippe. In Kooperation mit dem Institut für vergleichende Städtegeschichte gibt die Historische Kommission den Westfälischen Städteatlas bzw. in dessen Fortführung den Historischen Atlas westfälischer Städte heraus. 
Ältere Werke der Kommission werden schrittweise als Digitalisat zur Verfügung gestellt. Die Bände der Reihe „Materialien der Historischen Kommission für Westfalen“ erscheinen ausschließlich in digitaler Form.

## Vorsitzende der Kommission
Erste Vorsitzende seit der Gründung der Kommission.
- 1896–1899 Heinrich Finke
- 1899–1908 Friedrich Philippi
- 1908–1913 Georg Erler
- 1914–1925 Aloys Meister
- 1925–1929 Karl Spannagel
- 1929–1933 Hermann Wätjen
- 1933–1941 Anton Eitel
- 1943–1946 Kurt von Raumer
- 1946–1962 Georg Schreiber
- 1962–1963 Albert K. Hömberg
- 1963–1970 Johannes Bauermann
- 1970–1986 Wilhelm Kohl
- 1986–1990 Franz-Josef Schmale
- 1990–2003 Peter Johanek
- 2003–2018 Wilfried Reininghaus
- seit April 2018 Mechthild Black-Veldtrup[3]